# 효성왕
효성왕(孝成王, ? ~ 742년, 재위: 737년 ~ 742년)은 신라의 제34대 왕이다. 성은 김(金)이고, 이름은 승경(承慶)이다. 성덕왕의 둘째 아들이고 경덕왕의 형이다. 어머니는 성덕왕의 계비(繼妃)인 소덕왕후(炤德王后)이고, 비는 739년 맞이한 이찬(伊飡) 김순원(金順元)의 손녀 혜명(惠明)이다.

## 생애
738년 2월, 선대의 성덕왕을 조문한 당나라 사신을 맞이하여 당나라는＜개부의동삼사 신라왕(開府儀同三司 新羅王)＞에 책봉되었다. 당나라와 양호한 관계를 유지하여, 738년 4월에는 「도덕경」을 하사 받았다.
739년 정월에 이찬 의충(義忠)이 죽자 이찬 신충(信忠)으로 중시를 삼았다. 2월에 동모제(同母弟) 헌영(後 경덕왕)을 파진찬으로 삼고, 3월엔 김순원의 딸 혜명을 왕비로 들였다. 5월에 헌영을 태자로 삼았다.
740년 8월, 후궁(後宮)의 아버지인 파진찬 영종(永宗)이 반란을 일으키자 이를 토벌하고 영종을 죽였다. 효성왕이 후궁을 총애하자, 왕비 족당이 이를 시기하여 후궁을 모살했고, 이에 불만을 품은 영종이 반란을 일으킨 것이었다.
재위 6년 742년 5월에 사망하여, 시호는 효성왕으로 추봉하였다.

## 가계

### 선대
- 조부 : 신문왕 - 신라 제31대 왕
- 조모 : 신목왕후 김씨
  - 아버지 : 성덕왕 - 신라 제33대 왕
- 외조부 : 김순원
- 외조모 : 미상
  - 어머니 : 소덕왕후(점물왕후)
    - 형제 : 경덕왕 - 신라 제35대 왕
    - 남매 : 사소부인 김씨

### 부인 및 후손
- 부인 : 왕후 박씨(王后 朴氏) - 739년 출궁을 당함
- 부인 : 혜명왕후 김씨(惠明夫人 金氏) - 이찬(伊飡) 김순원(金順元)의 딸
- 후궁 : 박씨(朴氏) - 파진찬 영종(英宗)의 딸

## 같이 보기
- 통일신라
- 발해
  - 문왕 (737년 - 793년)

| 전 대 성덕왕 | 제34대 신라 국왕 737년 - 742년 | 후 대 경덕왕 |